# Laudis canticum
Com a constituição apostólica Laudis canticum ("o canto de louvor") do Papa Paulo VI, a partir de 1 de Novembro de 1970, a Liturgia das Horas do Rito Romano foi promulgada de acordo com as disposições do Concílio Vaticano II.

## A Igreja e a Liturgia das Horas
Com a Constituição do Concílio Vaticano II Sacrosanctum Concilium sobre a Sagrada Liturgia, os leigos são também expressamente convidados a participar na Liturgia da Igreja, de acordo com as suas circunstâncias:
“Segundo a antiga tradição cristã, a Liturgia das Horas está estruturada de maneira que todo o curso do dia e da noite seja consagrado pelo louvor a Deus. Se os padres e outras pessoas comissionadas pela ordem eclesiástica, ou os crentes cristãos que rezam junto com o padre de forma aprovada, executam corretamente este maravilhoso hino de louvor, então esta é verdadeiramente a voz da noiva que fala ao noivo, sim, é a oração que Cristo, unido ao seu corpo, dirige a seu pai. Todos os que o fazem cumprem um dever que incumbe à Igreja e, ao mesmo tempo, participam na mais elevada honra da Noiva de Cristo; pois, ao oferecerem louvor a Deus, eles se colocam diante do trono de Deus em nome da Mãe Igreja. (No. 84-85) "
Laudis canticum detalha mais o fato de que a vida de Cristo, realizada em seu corpo místico, também exalta a vida de cada crente individualmente, razão pela qual não deve haver oposição entre a oração da Igreja e a oração pessoal do Individual. Em vez disso, é importante fortalecer a conexão entre os dois. Portanto, devem ser escolhidos modos de cantar e também modos de celebrar a Liturgia das Horas, "que correspondam mais à situação espiritual da oração".
“Pois toda a vida dos crentes é a todas as horas do dia e da noite, por assim dizer, uma Leitourgia, um serviço público em que se entregam a Deus e aos homens e, assim, se incluem na obra de Cristo, que por meio de sua vida e sua oferta santificou a vida de todas as pessoas. Esta verdade profunda, que está na base da vida cristã, é expressa com clareza e confirmada com eficácia na Liturgia das Horas. É por isso que a Liturgia das Horas é oferecida a todos os crentes em Cristo, inclusive àqueles que não têm que cumpri-la de acordo com seus deveres."
O Livro Romano das Horas apareceu em quatro volumes a partir de 1971 e enfatiza o caráter amplo da Igreja da Liturgia das Horas. Laudis canticum explica e aprofunda algumas reflexões sobre a reorganização dos textos litúrgicos, especialmente do Saltério, com vista à publicação do Livro das Horas.